# Сульфид гексатантала
Сульфид гексатантала — бинарное неорганическое соединение
тантала и серы
с формулой Ta6S,
кристаллы.

## Получение
- Взаимодействие чистых веществ при высокой температуре:

{\displaystyle {\mathsf {6Ta+S\ {\xrightarrow {T}}\ Ta_{6}S}}}

## Физические свойства
Сульфид гексатантала образует кристаллы 
триклинная сингония, пространственная группа P 1, параметры ячейки a = 0,5252 нм, b = 0,7595 нм, c = 0,7627 нм, α = 59,35°, β = 68,57°, γ = 77,24°, Z = 2
.